# Ліпосцелові
Ліпосцелові (Liposcelididae, історично часто згадується як «Liposcelidae») — родина книжкових вошей з ряду Psocodea (раніше Psocoptera), що належить до підряду Troctomorpha. Представники цеї родини невеликі, сплюснуті, часто безкрилі. Середньогруди та задньогруди зрослися у безкрилих форм.
Родина налічує приблизно 200 видів, об’єднаних у дев’ять родів, які утворюють одну меншу та одну більшу підродини:
Підродина Embidopsocinae
- Belapha
- Belaphopsocus
- Belaphotroctes
- Chaetotroctes
- Embidopsocopsis
- Embidopsocus
- Troctulus

Підродина Liposcelidinae
- Liposcelis[4]
- Troglotroctes

†Cretoscelis Grimaldi and Engel 2006 Бірманський бурштин, М'янма, сеноман